# Lillemor Österlund
Lillemor Österlund, gift och folkbokförd Wodmar (även Woodmar), född 26 maj 1951 i Enskede, Stockholm, är en svensk tidigare barnskådespelare. Hon spelade Teddy i Vi på Saltkråkan.
Som vuxen blev Österlund veterinär. och generalsekreterare i Svenska Djurskyddsföreningen.

## Filmografi
- 1964 – Vi på Saltkråkan (TV-serie) - Teddy Grankvist
- 1964 – Tjorven, Båtsman och Moses - Teddy Grankvist
- 1965 – Tjorven och Skrållan - Teddy Grankvist